# Josefina Lamberto
Josefina Lamberto Yoldi (Larraga, 1929 - Pamplona, 7 de junio de 2022) fue una víctima de la represión de 1936 en Navarra, y activista a favor de la recuperación de la memoria histórica de otras víctimas de la guerra civil española. En Larraga, su padre, Vicente Lamberto, sindicalista, y su hermana Maravillas Lamberto, violada a los 14 años, fueron asesinados por los rebeldes fascistas. Este hecho marcó la vida de Josefina, que entonces tenía siete años de edad, y en el último cuarto del siglo XX se convirtió en una destacada activista de la memoria histórica.

## Biografía
Nació en Larraga en 1929. Su padre era un militante sindicalista de la UGT, y su madre, Paulina Yoldi, era ama de casa de Allo. Josefina era la pequeña de tres hijas. Vivieron una vida modesta y digna en Navarra hasta el inicio de la represión de la Guerra Civil. El 15 de agosto de 1936su padre fue asesinado por los fascistas y su hermana mayor fue brutalmente violada y asesinada. También les robaron todos los bienes de su familia.
La familia restante, la madre junto con Josefina (entonces de 7 años) y su hermana Pilar (entonces de 10 años) sobrevivieron recurriendo a la mendicidad. Más adelante las tres trabajaron como criadas en casas del pueblo. En el caso de Josefina, según sus declaraciones, en casa del miembro de la Falange Julio Redín Sanz, que había participado en la violación y asesinato de su hermana.

A los 21 años, Josefina fue enviada a ser monja y la congregación la destinó a Pakistán a trabajar en un orfanato incomunicado con el exterior. En Pakistán ni siquiera querían ayudarla a aprender los idiomas locales y se sintió como una trabajadora explotada la mayor parte del tiempo. Cuando pidió volver de allí, porque su madre estaba enferma, su permiso se retrasó y regresó a Navarra cuando su madre ya estaba muerta.

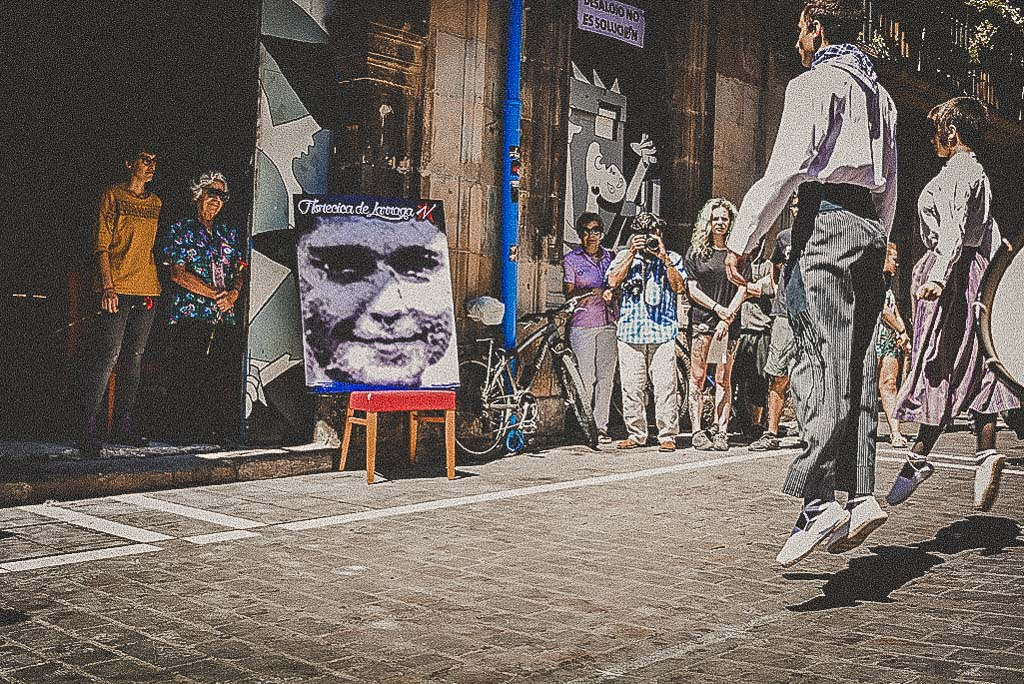
Josefina Lamberto, junto al retrato de su hermana Maravillas, en un homenaje celebrado en Pamplona en el año 2018.

Durante 19 años ejerció de monja en Madrid, donde siguió siendo explotada laboralmente y donde no se le permitía ayudar a los demás. Así que, en el año 1996, al perder la fe, abandonó esa forma de vida y volvió a Irule. Sin perder su vocación de ayuda, vivió sus últimos años en la Rruki Etxe de Pamplona, pero desde allí también trabajó de voluntaria ayudando al comedor social llamado París 365.
Su labor en las últimas décadas fue la recuperación de la memoria histórica de los represaliados en Navarra, sobre todo recuperando la memoria de su hermana violada y asesinada. Participando en los documentales Insurgencia y Florecica, por ejemplo. Murió en junio de 2022 en el Erruki Etxe de Pamplona.

## Reconocimientos
En 2020 se estrenó el documental Florecica, que narra su vida.